# Glándula

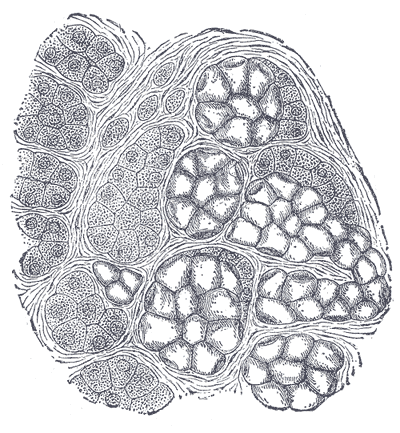
Glándula submaxilar humana. A la derecha se muestra un grupo de alvéolos mucosos, a la izquierda alvéolos serosos.

Una glándula es una especialización del tejido epitelial, compuesta por una o más células epiteliales cuya función es segregar sustancias químicas, como las hormonas, para liberarlas, a menudo en la corriente sanguínea y en el interior de una cavidad corporal o en su superficie exterior. Estas sustancias pueden ser mensajeros químicos que se incorporan al organismo para llegar a la célula a la que está destinada, según su característica especial, o producir directamente un efecto específico en el medio al que son secretadas.

## Etimología
La palabra glándula proviene del diminutivo latín glandulae (fem. pl., cf. Celsus 4.1) que significa "amígdalas" o "glándulas de la garganta". A su vez este término es un diminutivo de glans (fem. sg., genitivo glandis) que significa "nuez". glandulae (un plurale tantum) literalmente significaría "nuececitas".

## Clasificación

### Lugar de secreción
De acuerdo a su lugar de secreción las glándulas se dividen en:
- Endocrinas - Se llaman también glándulas cerradas. Carecen de conducto y vierten su secreción en los capilares que rodean las glándulas.[1]

- Exocrinas - También llamadas glándulas abiertas. Secretan sus productos a un tubo excretor que secreta su producto tanto sobre la superficie como hacia la luz de un órgano hueco.[1] Este tipo de glándulas se dividen en tres grupos de acuerdo a sus mecanismos diferentes para descargar sus productos secretados:

- Apocrinas - al liberar su producto de secreción una parte pequeña del citoplasma de las células corporales se pierden. El término glándula apocrina se usa con frecuencia para referirse a las glándulas sudoríparas. Aun así, las glándulas sudoríparas apocrinas, cuyo nombre procede de la antigua creencia de su tipo de secreción, tienen una secreción merocrina que fue comprobada gracias a los estudios con el MET.
- Holocrinas - toda la célula se desintegra para excretar su contenido, como en las glándulas sebáceas que se encuentran en el corion de la piel.
- Merocrinas - las células secretan sus sustancias por exocitosis, como en las glándulas mucosas y serosas.

- Mixtas - Son glándulas que en su estructura producen, tanto productos que son secretados al exterior como al conducto sanguíneo.

### Número de células
También se pueden dividir en unicelulares y pluricelulares según su número de células:
- Unicelulares - Células individuales que se encuentran distribuidas entre células no secretoras. Un ejemplo son las células caliciformes.
- Pluricelulares - Compuestas por más de una célula, se pueden diferenciar entre la disposición de las células secretoras y si hay o no ramificación de los conductos secretores. Las glándulas pluricelulares tienen una porción secretora, el adenómero, y puede tener o no un conducto que lleva la sustancia hacia el exterior.

### Forma de los conductos[2]
- Simple: si la glándula tiene un solo conducto.
- Ramificada: si la glándula tiene varios conductos.
- Compuesta: si los conductos se van dividiendo sucesivamente.
- Enrollada: cuando el conducto se enrolla sobre sí mismo formando un bucle.

### Forma de los adenómeros[2]
- Tubular: si el adenómero tiene forma de tubo
- Alveolar o acinar: si el adenómero tiene forma de matraz

Además pueden darse combinaciones, si el adenómero tiene una forma dilatada, la glándula es tubuloalveolar o tubuloacinar.

### Tipo de secreción
El tipo de producto secretor de una glándula exocrina puede dividirse también en tres clases: 
- Seroso - producto acuoso a menudo rico en proteínas.
- Mucoso - producto viscoso rico en carbohidratos, como las glucoproteínas.
- Sebáceo - producto lípido.